# Ligue mondiale de volley-ball 2010
Navigation
Ligue mondiale 2009 Ligue mondiale 2011
La 21e édition de la Ligue mondiale de volley-ball se déroule du 4 juin au 12 juillet 2010 pour la phase intercontinentale et du 21 au 25 juillet pour la phase finale organisée à Córdoba en Argentine.

## Formule de la compétition
Dans la phase intercontinentale, 16 équipes sont réparties en 4 poules.
6 équipes seront qualifiées pour la phase finale qui se déroulera du 21 au 25 juillet 2010 en Argentine.

Ces équipes seront :

- Le 1er de chaque poule (le 2e de la poule D, si l' Argentine finit en tête)

- Le meilleur 2e

- Le pays organisateur qui est l' Argentine .

Pour la deuxième année le système de comptabilisation des points est : 

- Pour une victoire par 3-0 ou 3-1, le vainqueur obtient 3 points, le perdant 0 point.
- Pour une victoire par 3-2, le vainqueur obtient 2 points, le perdant 1 point.

Pour départager les équipes en cas d'égalité on utilise les critères suivants :
1. Nombre de matchs gagnés
2. Ratio des points
3. Ratio des sets

Les 2 plus mauvais derniers disputent des barrages pour se maintenir en Ligue mondiale.

## Les équipes
Pour déterminer les 2 dernières places qualificatives pour la Ligue mondiale un tournoi de qualification a lieu pour la première fois de l'histoire de la ligue mondiale. Il a lieu entre six équipes. L'  Égypte et l'  Allemagne se qualifient à l'issue de ces éliminatoires. Les 14 autres équipes étaient présentes l'année dernière dans la ligue mondiale.
| Poule A      | Poule B | Poule C    | Poule D       |
| Brésil       | Serbie  | Russie     | Argentine     |
| Bulgarie     | Italie  | États-Unis | Cuba          |
| Pays-Bas     | France  | Finlande   | Pologne       |
| Corée du Sud | Chine   | Égypte (Q) | Allemagne (Q) |

## Tour intercontinental

### Poule A
| # | Équipe       | Pts | J  | G | Gt | Pt | P  | Sp   | Sc   | Ratio | Pp | Pc | Ratio |
| 1 | Brésil       | 30  | 12 | 8 | 3  | 0  | 1  | 1172 | 1028 | 1.14  | 33 | 16 | 2.063 |
| 2 | Bulgarie     | 26  | 12 | 8 | 0  | 2  | 2  | 1029 | 856  | 1.202 | 30 | 13 | 2.308 |
| 3 | Pays-Bas     | 16  | 12 | 5 | 0  | 1  | 6  | 920  | 963  | 0.955 | 19 | 22 | 0.864 |
| 4 | Corée du Sud | 0   | 12 | 0 | 0  | 0  | 12 | 856  | 1030 | 0.831 | 5  | 36 | 0.139 |

### Poule B
| # | Équipe | Pts | J  | G | Gt | Pt | P | Sp   | Sc   | Ratio | Pp | Pc | Ratio |
| 1 | Italie | 28  | 12 | 7 | 2  | 3  | 0 | 1098 | 999  | 1.099 | 33 | 15 | 2.2   |
| 2 | Serbie | 26  | 12 | 6 | 3  | 2  | 1 | 1109 | 1043 | 1.063 | 32 | 18 | 1.778 |
| 3 | France | 12  | 12 | 1 | 4  | 1  | 6 | 1073 | 1094 | 0.981 | 20 | 29 | 0.69  |
| 4 | Chine  | 6   | 12 | 1 | 0  | 3  | 8 | 916  | 1060 | 0.864 | 11 | 34 | 0.324 |

### Poule C
| # | Équipe     | Pts | J  | G | Gt | Pt | P | Sp   | Sc   | Ratio | Pp | Pc | Ratio |
| 1 | Russie     | 29  | 12 | 9 | 1  | 0  | 2 | 1209 | 847  | 1.427 | 31 | 12 | 2.583 |
| 2 | États-Unis | 23  | 12 | 6 | 2  | 1  | 3 | 1079 | 1082 | 0.997 | 28 | 21 | 1.333 |
| 3 | Finlande   | 12  | 12 | 3 | 1  | 1  | 7 | 987  | 1042 | 0.947 | 18 | 28 | 0.643 |
| 4 | Égypte     | 8   | 12 | 1 | 1  | 3  | 7 | 973  | 1092 | 0.891 | 16 | 32 | 0.5   |

### Poule D
| # | Équipe    | Pts | J  | G | Gt | Pt | P | Sp   | Sc   | Ratio | Pp | Pc | Ratio |
| 1 | Cuba      | 29  | 12 | 7 | 4  | 0  | 1 | 1112 | 1035 | 1.074 | 33 | 15 | 2.2   |
| 2 | Allemagne | 21  | 12 | 6 | 1  | 1  | 4 | 1102 | 1061 | 1.039 | 26 | 21 | 1.238 |
| 3 | Pologne   | 19  | 12 | 5 | 1  | 2  | 4 | 1093 | 1084 | 1.008 | 24 | 24 | 1     |
| 4 | Argentine | 3   | 12 | 0 | 0  | 3  | 9 | 1054 | 1181 | 0.892 | 13 | 36 | 0.361 |

## Phase finale
La phase finale se déroulera en Argentine à Cordoba du 21 au 25 juillet 2010. L'Argentine est qualifiée d'office en tant qu'organisateur.

2 groupes de 3 constituent cette phase finale.
Les 2 premiers de chaque poule passent et s'affrontent dans des demi-finales croisées (1er poule E - 2e poule F et 2e poule E - 1er poule F).

Les vainqueurs disputent la finale, les vaincus la finale pour la 3e place.

### Composition des groupes
| Poule E                | Poule F            |
| Argentine Organisateur | Italie 1er poule B |
| Serbie Meilleur 2e     | Russie 1er poule C |
| Brésil 1er poule A     | Cuba 1er poule D   |

### Poule E
| # | Équipe    | Pts | J | G | Gt | Pt | P | Sp  | Sc  | Ratio | Pp | Pc | Ratio |
| 1 | Brésil    | 4   | 2 | 0 | 2  | 0  | 0 | 212 | 203 | 1.044 | 6  | 4  | 1.5   |
| 2 | Serbie    | 4   | 2 | 1 | 0  | 1  | 0 | 184 | 168 | 1.095 | 5  | 3  | 1.667 |
| 3 | Argentine | 1   | 2 | 0 | 0  | 1  | 1 | 160 | 185 | 0.865 | 2  | 6  | 0.333 |

### Poule F
| # | Équipe | Pts | J | G | Gt | Pt | P | Sp  | Sc  | Ratio | Pp | Pc | Ratio |
| 1 | Russie | 4   | 2 | 0 | 2  | 0  | 0 | 221 | 192 | 1.151 | 6  | 4  | 1.5   |
| 2 | Cuba   | 4   | 2 | 1 | 0  | 1  | 0 | 182 | 182 | 1     | 5  | 3  | 1.667 |
| 3 | Italie | 1   | 2 | 0 | 0  | 1  | 1 | 167 | 196 | 0.852 | 2  | 6  | 0.333 |

### Tableau final
|  | Demi-finales      | Demi-finales      |                        |   | Finale            | Finale            |
|  | Demi-finales      | Demi-finales      |                        |   | Finale            | Finale            |
|  |                   |                   |                        |   |                   |                   |
|  | 24.07.10, Cordoba | 24.07.10, Cordoba |                        |   | 25.07.10, Cordoba | 25.07.10, Cordoba |
|  | 24.07.10, Cordoba | 24.07.10, Cordoba |                        |   | 25.07.10, Cordoba | 25.07.10, Cordoba |
|  | Brésil            | 3                 |                        |   | 25.07.10, Cordoba | 25.07.10, Cordoba |
|  | Brésil            | 3                 |                        |   | 25.07.10, Cordoba | 25.07.10, Cordoba |
|  | Cuba              | 1                 |                        |   | 25.07.10, Cordoba | 25.07.10, Cordoba |
|  | Cuba              | 1                 | Brésil                 | 3 |                   |                   |
|  | 24.07.10, Cordoba |                   | Brésil                 | 3 |                   |                   |
|  |                   | Russie            | 1                      |   |                   |                   |
|  | Russie            | Russie            | 1                      | 3 |                   |                   |
|  | Russie            |                   |                        | 3 |                   |                   |
|  | Serbie            | 0                 |                        |   |                   |                   |
|  | Serbie            | 0                 | Match pour la 3e place |   |                   |                   |
|  |                   |                   |                        |   |                   |                   |
|  | 25.07.10, Cordoba |                   |                        |   |                   |                   |
|  |                   |                   |                        |   |                   |                   |
|  | Cuba              | 2                 |                        |   |                   |                   |
|  | Cuba              | 2                 |                        |   |                   |                   |
|  | Serbie            | 3                 |                        |   |                   |                   |
|  | Serbie            | 3                 |                        |   |                   |                   |

## Classement final
| Place              | Équipe       |
| ------------------ | ------------ |
| Médaille d'or      | Brésil       |
| Médaille d'argent  | Russie       |
| Médaille de bronze | Serbie       |
| 4                  | Cuba         |
| 5                  | Argentine    |
| 6                  | Italie       |
| 7                  | Bulgarie     |
| 8                  | États-Unis   |
| 9                  | Allemagne    |
| 10                 | Pologne      |
| 11                 | Pays-Bas     |
| 12                 | France       |
| 13                 | Finlande     |
| 14                 | Égypte       |
| 15                 | Chine        |
| 16                 | Corée du Sud |

## Distinctions individuelles

### Meilleures statistiques lors du tour préliminaire
- Meilleur marqueur : Saša Starović
- Meilleur attaquant : Alessandro Fei
- Meilleur contreur : Dmitri Muserski
- Meilleur serveur : Saša Starović
- Meilleur défenseur : Pasi Hyvärinen
- Meilleur passeur : Vlado Petković
- Meilleur réceptionneur : Hubert Henno
- Meilleur libero : Jelte Maan

### Récompenses lors du tour final
- MVP : Murilo Endrés
- Meilleur marqueur : Maxim Mikhailov
- Meilleur attaquant : Maxim Mikhailov
- Meilleur contreur : Dmitrii Muserskii
- Meilleur serveur : Joandry Leal Hidalgo
- Meilleur passeur : Sergei Grankine
- Meilleur libéro : Mario Pedreira